# مجید مجیدی
مجید مجیدی (زادهٔ ۲۵ فروردین ۱۳۳۸) کارگردان، فیلم‌نامه‌نویس و هنرپیشه اهل ایران است. او با فیلم بچه‌های آسمان جزو پنج نامزد نهایی دریافت بهترین فیلم خارجی‌زبان از اسکار ۱۹۹۹ بود و نخستین کارگردان ایرانی است که نامزد دریافت جایزه اسکار شده‌است. مجیدی با چهار سیمرغ بلورین بهترین کارگردانی جشنواره فیلم فجر، رکورددار دریافت این جایزه در میان کارگردانان ایرانی است. او کارگردان مستندهای انتخاباتی میرحسین موسوی در انتخابات ریاست جمهوری ۱۳۸۸ بود.

## زندگی
مجید مجیدی (با نام اصلی مجید طالش‌مجیدی) در ۲۵ فروردین ۱۳۳۸ در شهر تالش به دنیا آمد. وی پس از دریافت مدرک دیپلم تحصیلاتش را در زمینهٔ هنرهای زیبا ادامه داد.
مجیدی فعالیت هنری‌اش را قبل از انقلاب اسلامی ایران در عرصهٔ تئاتر آغاز کرد. اولین اجرای وی در تئاتر شهر تهران، نقشی در نمایش «نهضت حروفیه» به کارگردانی داوود دانشور بود. سپس در سال‌های دههٔ ۶۰ و ۷۰ هجری شمسی به تجربه‌هایی در زمینهٔ بازیگری در سینما دست زد. او در فیلم بایکوت ساختهٔ محسن مخملباف در نقش یک کمونیست سرخورده، در فیلم تیرباران در نقش شهید سید علی اندرزگو، و در فیلم دو چشم بی‌سو در نقش یک معلم توده‌ای نقش ایفا کرد. مجیدی همچنین در حوزهٔ اندیشه و هنر اسلامی و حوزهٔ هنری سازمان تبلیغات اسلامی به عنوان بازیگر همکاری کرده‌است. در سال‌های بعد مجیدی به کارگردانی روی آورد.
مجیدی در اکثر آثارش نویسنده و کارگردان بوده‌است. او همچنین عضو پیوستهٔ فرهنگستان هنر می‌باشد.
اولین فیلم‌های مجیدی چند فیلم کوتاه بودند، و اولین فیلم بلند وی به نام بدوک در سال ۱۳۷۰ برنده جایزهٔ جشنواره فجر شد. بچه‌های آسمان سومین ساخته سینمایی وی به عنوان یکی از پنج نامزد بهترین فیلم خارجی زبان اسکار ۱۹۹۸ شده بود. مجیدی تا سال ۲۰۱۱ میلادی، تنها کارگردان ایرانی بوده که فیلمی از او نامزد دریافت جایزهٔ اسکار شده‌است. همچنین او دو بار برندهٔ جایزهٔ بهترین فیلم و جایزه کلیسای جهانی در جشنواره بین‌المللی فیلم مونترال شده که در تاریخ این جشنواره بی‌سابقه بوده‌است. مجیدی برای فیلم پدر تقدیرنامهٔ فیلم برتر را از چهاردهمین جشنواره فیلم لندن را نیز کسب کرده‌است. او نامزد جایزه طلایی جایزه ستلایت برای فیلم باران در سال ۲۰۰۱ شد.
همچنین مجیدی جایزه ویژه هیئت ملی بازبینی فیلم را برای فیلم آواز گنجشک‌ها در سال ۲۰۰۹ به دست آورد و نامزد خرس طلایی جشنواره بین‌المللی فیلم برلین برای همین فیلم در سال ۲۰۰۸ شد.
از او به غیر از فیلمنامه‌هایی که خودش کارگردانی کرده، یک کتاب نیز به نام لاله و پونه منتشر شده‌است.
مجیدی پس از گرفتن جایزه جشنواره بین‌المللی فیلم برلین برای فیلم آواز گنجشک‌ها در سال ۱۳۸۶، با صدور بیانیه‌ای به جسارت عبدالکریم سروش به مقام «پیامبر مهربانی‌ها» انتقاد و از تمام کسانی که در مقابل این اظهارات سکوت کرده‌اند گله کرد.
در پایان متن اعتراض، وی سروش را با ارائهٔ بیت شعری از مولوی، که سروش را از مریدان او می‌دانند، کافر نامید:
| گرچه قرآن از لب پیغمبر است |  | هر که گوید حق نگفت آن کافر است |
| این همه آوازها از شَه بُوَد   |  | گرچه از حلقوم عبدالله بود      |

مجیدی حدود ۸ سال از عمر خود(۸۶ تا ۹۴) را مشغول ساخت فیلم محمد رسول‌الله بود.
او در سال ۱۳۹۸ برندهٔ تندیس بهترین کارگردان از جشنواره جهانی فیلم قونیه شد. این جایزه به کارگردان‌هایی اعطا می‌شود که به ساخت آثار سینمایی بر اساس باورهای دینی و معنوی پرداخته‌اند.

### دیدگاه‌های سیاسی
وی در انتخابات ریاست‌جمهوری ایران (۱۳۸۸) جزو طرفداران میرحسین موسوی بود. او در جریان این حمایت در جمع دانشجویان دانشگاه صنعتی اصفهان قبل از انتخابات گفت:
بنده بر این باورم اگر مهندس موسوی انتخاب شود، لطف بزرگی است که خداوند براین ملت کرده و اگر انتخاب نشود لطف بزرگی است که خداوند در حق مهندس موسوی کرده‌است. چرا که ایشان در طول عمر خود همیشه با سلامت و صداقت و دین باور و معتقد به اصول انقلاب زندگی کرده‌است.
یکی از فیلم‌های تبلیغاتی میرحسین موسوی در انتخابات ریاست جمهوری سال ۱۳۸۸ را مجید مجیدی با همکاری داوود میرباقری و رضا میرکریمی ساخت که در ۹ خرداد ۱۳۸۸ از شبکهٔ اول صداوسیما پخش شد.ابوالفضل فاتح، رئیس کمیته رسانه و تبلیغات ستاد میرحسن موسوی، دربارهٔ این فیلم گفت:
ساده، صمیمی، محکم، مؤثر و واقع بین. مجیدی به خوبی توانسته‌است ارتباط معنی‌داری فی‌مابین حضور سبز مهندس موسوی و نیازهای اجتماعی برقرار کند. مجیدی رسالت خود را در این فیلم می‌داند، مخاطبش را می‌شناسد و به حقیقت تعهد دارد.
فاتح در جایی دیگر در بارهٔ این فیلم گفت:
مجیدی این فیلم را نه برای جشنواره‌ها و نه برای مهندس ساخته‌است. این فیلم رنگ خدا دارد و همه چیزش مردم‌اند.

### انتقاد از تحریم‌های آمریکا علیه جمهوری اسلامی
مجیدی در نشست خبری فیلم سینمایی «خورشید» در جشنواره فیلم ونیز از تحریم‌های آمریکا انتقاد کرد و گفت:
یکی از معضلات مهم کشور ما بحث تحریم‌های دارویی است. در این شرایط سخت دارو وارد کشور ما نمی‌شود چرا که تحت تحریم‌های آمریکا هستیم. ۴۰ سال است در این شرایط سخت ناشی از تحریم‌های غیرانسانی آمریکا، مردم ایران زندگی می‌کنند.

### دیدگاه‌های فرهنگی
مجیدی سینمای ایران را قبل از انقلاب ۱۳۵۷، یک سینمای سطحی و تبلیغاتی دانست که هیچ‌گونه هویت، فرهنگ و اعتقاد ایرانی نداشت و فیلم‌هایی سطحی و مبتذل که با فرهنگ ایرانی همخوانی نداشت، در آن ساخته می‌شد. وی آتش‌زدن سینماها را در کنار بانک‌ها، مراکز دولتی و مراکز ساواک، نشانهٔ این دانسته که مردم ایران هیچ تعلق خاطری به آن‌ها نداشتند.

## فیلم‌شناسی

### نویسندگی و کارگردانی
| نام فیلم          | سال       | توضیحات                                                                                       | جوایز و افتخارات |
| ----------------- | --------- | --------------------------------------------------------------------------------------------- | --- |
| انفجار            | ۱۳۵۹      | مستند کوتاه                                                                                   | |
| هودج              | ۱۳۶۳      | فیلم کوتاه                                                                                    | |
| روز امتحان        | ۱۳۶۷      | فیلم کوتاه                                                                                    | |
| یک روز با اسیران  | ۱۳۶۸      | مستند کوتاه                                                                                   | |
| شنا در زمستان     | ۱۳۶۸      | شنا در زمستان فیلمی ایرانی به کارگردانی محمد کاسبی و نویسندگی حسین خدایاری ساختهٔ سال ۱۳۶۸ است | |
| بدوک              | ۱۳۷۰      |                                                                                               | برنده دیپلم افتخار بهترین فیلمنامه از دهمین دوره جشنواره فجر |
| آخرین آبادی       | ۱۳۷۱      | فیلم کوتاه                                                                                    | |
| خدا می‌آید         | ۱۳۷۴      | فیلم کوتاه                                                                                    | |
| پدر               | ۱۳۷۴      |                                                                                               | برندهٔ جایزه هولدن برای بهترین فیلمنامه و جایزه ویژه هیئت داوران جشنواره فیلم تورین ۱۹۹۶ برنده جایزه دلفین طلایی جشنواره بین‌المللی فیلم فستوریا ۱۹۹۷ برنده جایزه هیٲت داوران جشنواره فیلم سن‌سباستین ۱۹۹۶ برنده سیمرغ بلورین بهترین فیلم جشنواره فیلم فجر ۱۹۹۶ برنده جایزه بین‌المللی داوران و لوح تقدیر جشنواره بین‌المللی فیلم سائوپائولو ۱۹۹۶ |
| بچه‌های آسمان      | ۱۳۷۵      |                                                                                               | جزو ۵ نامزد نهایی جایزه بهترین فیلم خارجی زبان اسکار ۱۹۹۹ برنده جایزه بهترین فیلم جشنواره بین‌المللی فیلم سنگاپور ۱۹۹۸ برنده جایزه بهترین فیلم خارجی زبان جشنواره بین‌المللی فیلم نیوپورت ۱۹۹۸ برنده جایزه بهترین فیلم جشنواره بین‌المللی فیلم مونترال ۱۹۹۷ برنده جایزه بهترین فیلم جشنواره فیلم لوکاس ۱۹۹۷ نامزد جایزه بزرگ هیٲت داوران بنیاد فیلم آمریکا ۱۹۹۷ برنده جایزه اول سیفژ جشنواره فیلم اولو فنلاند ۱۹۹۷ برنده جایزه شاهرخ انجمن منتقدان فیلم آرژانتین ۲۰۰۰ برنده جایزه بهترین فیلم از نگاه تماشاگران جشنواره بین‌المللی فیلم ورشو ۱۹۹۹ برنده سیمرغ بلورین بهترین کارگردانی جشنواره فیلم فجر ۱۹۹۷ برنده سیمرغ بلورین بهترین فیلمنامه جشنواره فیلم فجر ۱۹۹۷ |
| رنگ خدا           | ۱۳۷۷      |                                                                                               | برنده جایزه بهترین فیلم جشنواره بین‌المللی فیلم مونترال ۱۹۹۹ برنده جایزه بهترین فیلم خارجی زبان انجمن منتقدان فیلم سن دیگو ۲۰۰۰ نامزد جایزه بهترین فیلم خارجی زبان انجمن منتقدان فیلم لندن ۲۰۰۰ برنده جایزه بزرگ، جایزه بهترین کارگردان و جایزه فیلم منتخب تماشاگران شنواره بین‌المللی فیلم والنسین ۲۰۰۰ برنده جایزه ویژه جشنواره فیلم جیفونی ۲۰۰۰ برنده جایزه لینو براکا جشنواره بین‌المللی فیلم سینمانیلا ۲۰۰۰ برنده جایزه بزرگ جشنواره بین‌المللی والنسینز ۲۰۰۰ برنده جایزه بزرگ آستوریاس و جایزه ویژه هیٲت داوران جشنواره بین‌المللی فیلم خیخون ۲۰۰۰ برنده سیمرغ بلورین بهترین فیلم از نگاه تماشاگران جشنواره فیلم فجر ۱۹۹۸                                       |
| باران             | ۱۳۷۹      |                                                                                               | نامزد جایزه طلایی جایزه ستلایت ۲۰۰۱برنده جایزه کلیسای جهانی و جایزه ویژه پاریس جشنواره بین‌المللی فیلم مونترال ۲۰۰۱ برنده جایزه آزادی بیان هیئت ملی بازبینی فیلم ۲۰۰۱ نامزد هوگو طلایی جشنواره بین‌المللی فیلم شیکاگو ۲۰۰۱ برنده جایزه بهترین فیلم خارجی زبان جشنواره فیلم اسلو جنوبی ۲۰۰۱ برنده جایزه کلیسای جهانی و جایزه ویژه پاریس جشنواره بین‌المللی فیلم مونترال۲۰۰۱ برنده هفت جایزه از جشنواره بین‌المللی فیلم فجر ۲۰۰۱ |
| پابرهنه تا هرات   | ۱۳۸۰      | مستند                                                                                         | برنده جایزه فیپرشی جشنواره فیلم و مستند تسالونیکی ۲۰۰۴ |
| المپیک در اردوگاه | ۱۳۸۱      | مستند کوتاه                                                                                   | |
| بید مجنون         | ۱۳۸۳      |                                                                                               | برنده جایزه ویژه هیٲت داوران جشنواره بین‌المللی فیلم تسالونیکی ۲۰۰۵ برنده سیمرغ بهترین کارگردانی و جایزه تماشاگران جشنواره فیلم فجر ۲۰۰۵ |
| آواز گنجشک‌ها      | ۱۳۸۶      |                                                                                               | نامزد خرس طلایی جشنواره بین‌المللی فیلم برلین ۲۰۰۸برنده جایزه بهترین فیلم جشنواره اسکرین آسیا پاسیفیک ۲۰۰۸ برنده جایزه ایمیج بهترین حرکات فیلم خارجی زبان ۲۰۰۹ برنده جایزه ویژه هیئت ملی بازبینی فیلم ۲۰۰۹ برنده جایزه بهترین کارگردانی جشنواره فیلم فجر ۲۰۰۸ |
| محمد رسول‌الله     | ۱۳۹۴–۱۳۸۶ | دربارهٔ کودکی و نوجوانی پیامبر اسلام                                                           | این فیلم در جشنواره فجر و جشنواره‌های بین‌المللی حضور نداشته‌است. این فیلم پرفروش‌ترین فیلم سینمایی ایران (تا سال۱۳۹۵) و بزرگترین پروژه سینمایی ایران (در زمان تولید) می‌باشد. |
| آن‌سوی ابرها       | ۱۳۹۵      | محصول سینمای هند                                                                              | |
| خورشید            | ۱۳۹۸      |                                                                                               | برنده سیمرغ بلورین بهترین فیلم و بهترین فیلمنامه جشنواره فیلم فجر ٢٠٢٠جایزه فانوس جادویی جشنواره بین المللی فیلم ونیز ٢٠٢٠ نامزد شیر طلایی جشنواره بین المللی فیلم ونیز ٢٠٢٠ |

### فیلم کوتاه المپیک پکن
مجیدی در سال ۲۰۰۸ به دعوت از دولت چین، فیلم کوتاهی به نام «رنگها به پرواز در می‌آیند» را برای تبلیغ المپیک ۲۰۰۸ پکن ساخت. دولت چین به منظور اجرای پروژه‌ای با نام پروژه تصویری پکن، از پنج کارگردان شناخته شده همچون «جوزپه تورناتوره» از ایتالیا، «مجید مجیدی» از ایران، «پاتریس لوکنت» از فرانسه، «داریل گودریچ» از انگلستان، و «اندرو وای کیونگ» از هنگ‌کنگ دعوت کرد تا به منظور تبلیغ بازی‌های پکن هر کدام یک فیلم کوتاه بسازند. در این میان فیلم مجیدی عنوان بهترین فیلم را از بین پنج فیلم ساخته شده کسب کرد.

### بازیگری
- نهضت حروفیه (۱۳۵۸)
- توجیه (۱۳۶۰)
- مرگ دیگری (۱۳۶۱)
- دو چشم بی سو (۱۳۶۲)
- استعاذه (۱۳۶۲)
- بایکوت (۱۳۶۴)
- تیرباران (۱۳۶۵)
- قاصد (۱۳۶۶)
- تا مرز دیدار (۱۳۶۸)
- در جستجوی قهرمان (۱۳۶۸)
- شنا در زمستان (۱۳۶۸)

## سایر جوایز و افتخارات
- - عضو پیوسته فرهنگستان هنر[۲۲]
- - رئیس پیشین گروه تخصصی سینما در فرهنگستان هنر
- - جایزه بهترین فیلم از فستیوال بین‌المللی فیلم مونترال (۱۹۹۷) برای فیلم بچه‌های آسمان
- - جایزه بهترین فیلم از فستیوال فیلم مونترال (۱۹۹۹) برای فیلم رنگ خدا
- - برنده هفت جایزه از جشنواره بین‌المللی فیلم فجر (۱۳۸۰) برای فیلم باران
- - جایزه بهترین فیلم از فستیوال بین‌المللی فیلم مونترال (۲۰۰۱) برای فیلم باران
- - نامزد بهترین فیلم خارجی در مراسم اسکار سال ۱۹۹۹ فیلم برای «بچه‌های آسمان»
- - جایزه بزرگ، جایزه بهترین کارگردان، جایزه بهترین بازیگر مرد- جایزه فیلم منتخب تماشاگران از جشنواره فیلم والنسین – سینمای حادثه ای و ماجرائی (فرانسه) برای فیلم رنگ خدا
- - جایزه بزرگ جشنواره برای بهترین فیلم و جایزه بهترین بازیگر به محسن رمضانی از دومین جشنواره سینه مانیلا (فیلیپین) برای فیلم رنگ خدا
- - جایزه پلاک نقره از سی امین جشنواره فیلم جیفونی (ایتالیا) برای فیلم رنگ خدا
- - جوایز ویژه هیئت داوران و ویژه هیئت داوران جوان از سی و هفتمین جشنواره فیلم گیخون (اسپانیا) برای فیلم رنگ خدا
- - جایزه قاره آمریکا برای بهترین فیلم از بیست و سومین جشنواره فیلم مونترال (کانادا) برای فیلم رنگ خدا
- - جایزه بهترین فیلم داستانی از جشنواره فیلم محیط زیست (فرانسه) برای فیلم رنگ خدا
- - جایزه بهترین فیلم از یازدهمین جشنواره فیلم سنگاپور برای فیلم بچه‌های آسمان
- - جایزه اول سیفژ از شانزدهمین جشنواره فیلم اولو (فنلاند) برای فیلم بچه‌های آسمان
- - جایزه بهترین فیلم از جشنواره فیلم لوکاس (آلمان) برای فیلم بچه‌های آسمان
- - جوایز کلیسای جهانی، تقدیرنامه منتقدان بین‌المللی، بهترین فیلم از نگاه تماشاگران و جایزه ویژه از بیست و یکمین جشنواره فیلم مونترال (کانادا) برای فیلم بچه‌های آسمان
- - جوایز دوم هیئت داوران و تماشاگران از جشنواره فیلم خانوادگی سئول (کره جنوبی) برای فیلم پدر
- - جوایز بهترین بازیگر جوان و دیپلم افتخار هیئت داوری کودکان از شانزدهمین جشنواره فیلم آله کینو (لهستان) برای فیلم پدر
- - تقدیر نامه فیلم برتر از چهاردهمین جشنواره فیلم لندن (انگلستان) برای فیلم پدر
- - جوایز بهترین فیلمنامه، بهترین بازیگر نقش دوم مرد، بهترین بازیگر نقش اول مرد و بهترین فیلم از اولین جشنواره فیلم پنانگ (مالزی) برای فیلم «پدر»
- - جایزه دولفین طلایی برای بهترین فیلم از سیزدهیمن جشنواره فیلم ترویا (پرتغال) برای فیلم «پدر»
- - جوایز ویژه هیئت داوران کنفدراسیون هنر و تجربه و بهترین فیلمنامه از طرف مدرسه هولدن از چهاردهمین جشنواره فیلم تورین (ایتالیا) برای فیلم «پدر»
- - تقدیرنامه هیئت داوران از بیستمین جشنواره فیلم سائوپولو (برزیل) برای فیلم پدر.